# Microchilus microcaprinus
Microchilus microcaprinus är en orkidéart som beskrevs av Paul Ormerod. Microchilus microcaprinus ingår i släktet Microchilus och familjen orkidéer. Inga underarter finns listade i Catalogue of Life.